# European Pet Network
European Pet Network (EPN) – organizacja non-profit, z siedzibą w Brukseli, łącząca europejskie bazy danych o zwierzętach oznakowanych biochipem (transponderem). Celem organizacji jest udostępnienie narzędzi umożliwiających odnalezienie właściciela oznakowanego zwierzęcia. Sieć Europejskiego Systemu Baz Danych Europetnet jest dostępna przez internet.
European Pet Network ukonstytuowało swoją działalność na początku 1997 roku w Brukseli. Organizacja ta powstała na mocy porozumienia osób, które od wielu lat zajmują się kwestią elektronicznej identyfikacji zwierząt w Europie i na świecie. European Pet Network zrzesza większość baz z terenu Europy i skupia te, które szczególnie się rozwinęły i obejmują swym działaniem znaczne regiony Europy.
Do głównych zadań EPN należy popularyzacja elektronicznej identyfikacji zwierząt domowych (głównie psów i kotów), jak również stworzenie jednej centralnej jednostki administracyjnej, mającej dane (numery transponderów) o oznakowanych zwierzętach z terenu Europy.
Każda z baz danych współpracujących z Europetnet regularnie przesyła numery transponderów z terenu swojego kraju i tym samym usprawnia formę odszukiwania zaginionych zwierząt. Wpisując numer mikroczipa na stronie wyszukiwarki Europetnet, osoba poszukująca danych o właścicielu zaginionego zwierzęcia uzyskuje informację o kraju pochodzenia zwierzęcia i kontakt z lokalną bazą dysponującą danymi kontaktowymi jego właściciela.
Członkowie European Pet Network w Polsce:
- Polskie Towarzystwo Rejestracji i Identyfikacji Zwierząt
- Safe Animal